# Verrijkte kooi
Een verrijkte kooi is een type kooi voor pluimvee in de veeteelt.
Legbatterijen in de pluimveehouderij zijn omwille van het dierenwelzijn door Europese richtlijn 1999/74/EC sinds 1 januari 2012 in de hele EU verboden. Nederland heeft in de aanloop naar het verbod de legbatterijen uitgefaseerd: 400 van de 1100 pluimveeboeren hadden in 2010 nog legbatterijen, tegen december 2011 waren dat er nog ongeveer 10. Veel boeren zijn daarom overgeschakeld van legbatterijen naar de wel nog toegestane verrijkte kooien. Verrijkte kooien zijn nog tot 2021 toegestaan; in Duitsland werden ze al in 2012 verboden. Anno 2011 waren er in Nederland nog twintig en dertig boerderijen met een verrijktekooiensysteem.
De Europese richtlijn 1999/74/EC definieert een verrijkte kooi als volgt:
- Een dergelijke kooi is iets groter dan de legbatterij en heeft een oppervlakte van 750 cm² per kip in plaats van 550 cm². Tevens zijn de kooien 5 cm hoger.
- Verder is er enkele centimeter boven de gazen vloer een zitstok voorzien die de kip een makkelijkere zitplaats moet geven.
- Er is een kleine bijkomende nestruimte.
- Als laatste is er ook nog een nestbakje waar één kip tegelijk in kan.

Deze verbeteringen zouden er voor moeten zorgen dat de hen haar natuurlijke gedrag kan blijven behouden. In deze verrijkte kooien zitten nog steeds 3 tot 5 leghennen. Critici stellen dat het nauwelijks een verbetering is ten opzichte van de legbatterijen.